# N'Keal Harry
N'Keal Harry (Toronto, 17 dicembre 1997) è un giocatore di football americano canadese che milita nel ruolo di wide receiver per i Minnesota Vikings della National Football League (NFL).

## Carriera universitaria
Harry al college giocò a football con gli Arizona State Sun Devils dal 2016 al 2018, venendo inserito per due volte nella formazione ideale della Pac-12 Conference.

## Carriera professionistica

### New England Patriots
Harry fu scelto nel corso del primo giro (32º assoluto) del Draft NFL 2019 dai New England Patriots. Il 2 settembre fu inserito in lista infortunati per un problema a una caviglia subito durante il training camp. Debuttò come professionista subentrando nella settimana 11 ricevendo 3 passaggi per 18 yard dal quarterback Tom Brady. La settimana successiva segnò il suo primo touchdown. Chiuse una prima stagione al di sotto delle attese con 12 ricezioni per 105 yard e 2 touchdown in 7 presenze, 5 delle quali come titolare.

### Chicago Bears
Dopo tre stagioni di basso profilo, Harry fu scambiato con i Chicago Bears per una scelta del settimo giro.

### Minnesota Vikings
Harry firmò con i Minnesota Vikings il 6 agosto 2023.